# Bank of India
A Bank of India (BOI) egy indiai állami bank, amelynek székhelye Mumbaiban található. 1906-ban alapították, és az 1969-es államosítás óta állami tulajdonban van. A BOI a SWIFT (Society for Worldwide Inter Bank Financial Telecommunications) alapító tagja, amely megkönnyíti a költséghatékony pénzügyi feldolgozási és kommunikációs szolgáltatásokat.

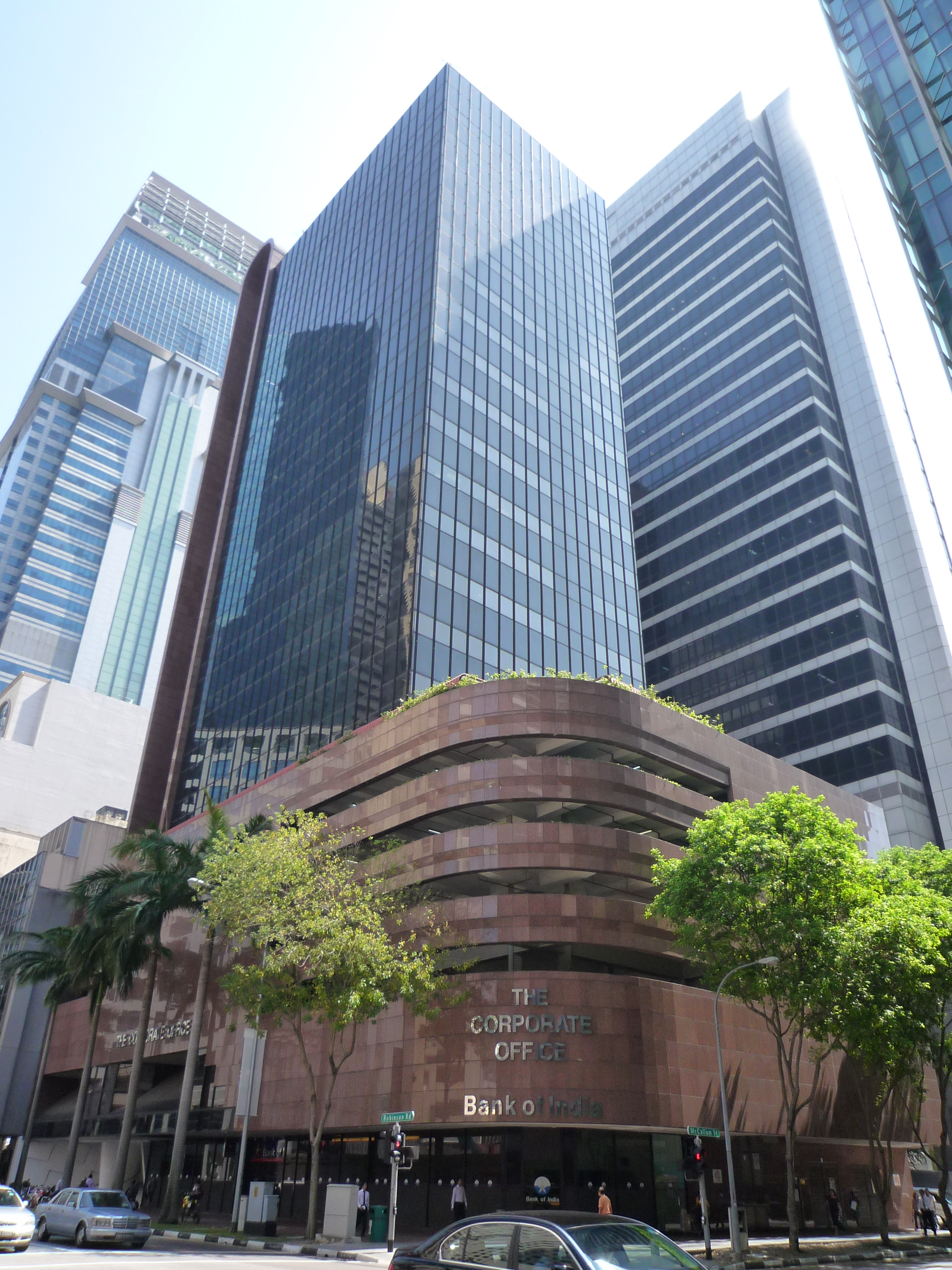
A Bank of India irodája Szingapúrban

2023. december 31-én a Bank of India teljes üzletágának bevétele 1 272 887 ₹ volt. 5139 bankfiókkal, valamint 8166 ATM-mel és CRM-mel rendelkezik (ebből 22 tengerentúli bankfiók).

## Története
A Bank of Indiát 1906. szeptember 7-én alapították üzletemberek Mumbaiban. A bank 1969. július 19-ig magántulajdonban volt, amikor 13 másik bankkal együtt államosították.

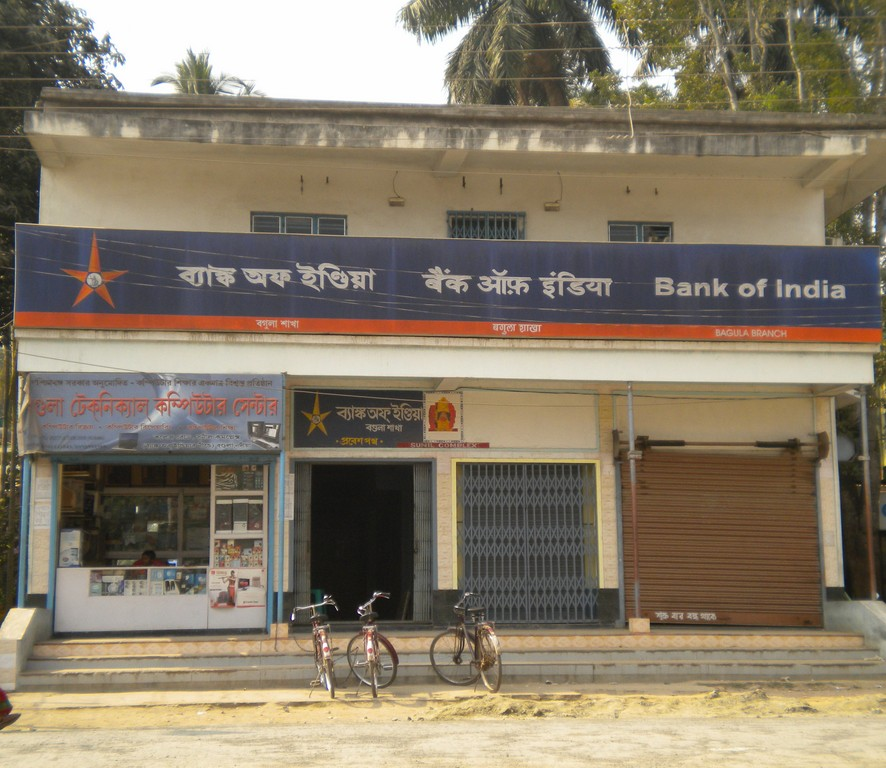
A Bank of India egyik bankfiókja

Egy mumbai irodával, 5 millió ₹ befizetett tőkével és 50 alkalmazottal kezdetben a bank gyors növekedést ért el, és egy erős intézménnyé nőtte ki magát, amely erős nemzeti jelenléttel és jelentős nemzetközi tevékenységekkel rendelkezett. Üzleti volumenben az első helyen állt az államosított bankok között.
A bank több mint 5084 fiókkal rendelkezik India minden államában és szakszervezeti területén. A banknak külföldön is vannak fiókjai.

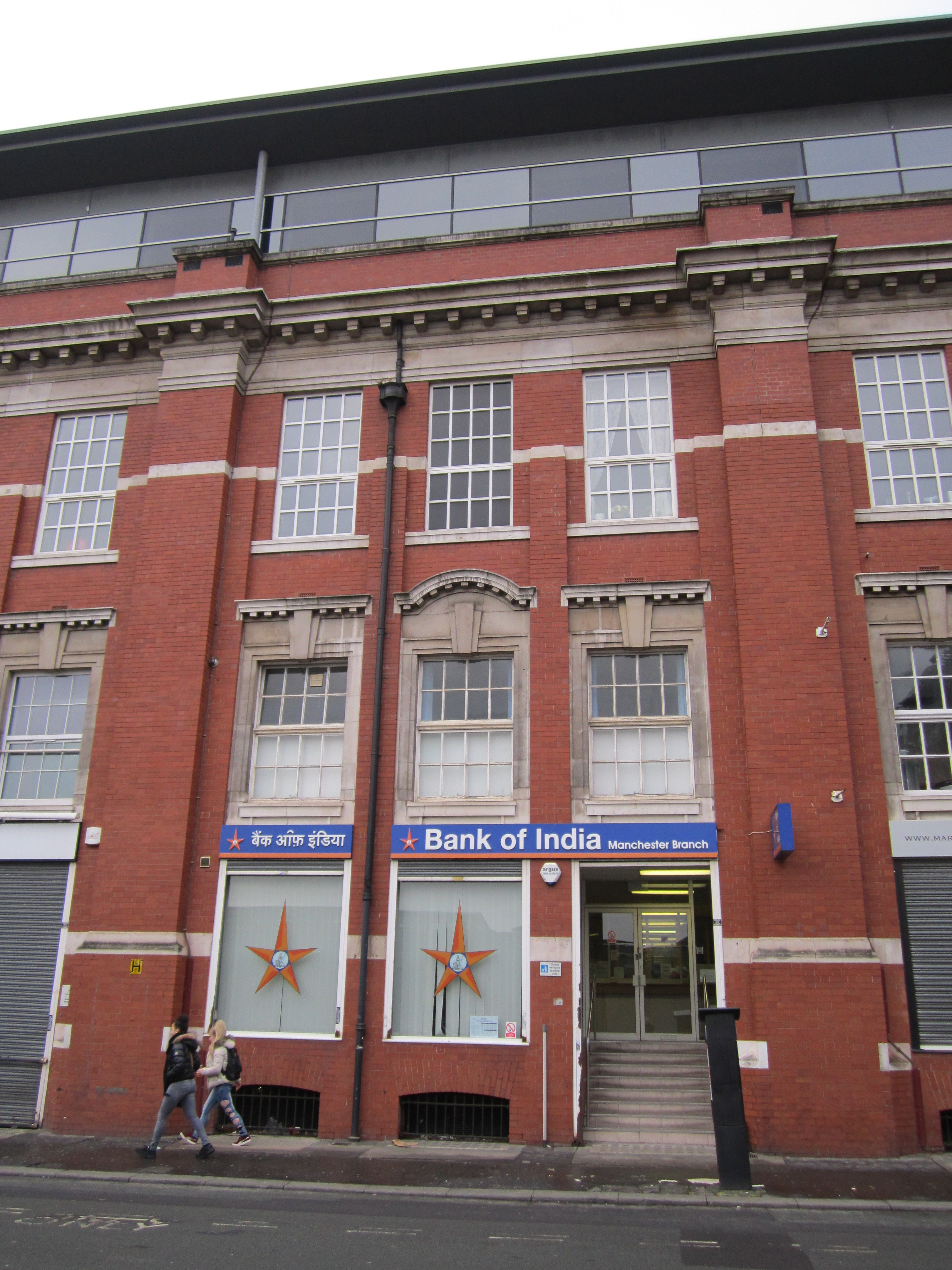
A Bank of India egyik bankfiókja Manchesterben

## Vezetők az államosítás óta
- 1969–1970 : Tribhovandas Damodardas Kansara
- 1970–1975 : J.N.Saxena
- 1975–1977 : C.P.Shah
- 1977–1980 : H C Sarkar
- 1981–1984 : N Vaghul
- 1984–1986 : T. Tiwari
- 1987–1991 : R. Srinivasan
- 1992–1995 : G. S. Dahotre
- 1995–1997 : G. Kathuria
- 1997–1998 : M.G.Bhide
- 1998–2000 : S Rajagopal
- 2000–2003 : K.V.Krishnamurthy
- 2003–2005 : M.Venugopalan
- 2005–2007 : M Balachandran
- 2007–2009 : T. S. Narayanswami
- 2009–2012 : Alok Kumar Misra
- 2012–2015 : Ms. V.R.Iyer[3]
- 2015–2015 : B.P. Sharma (ügyvezető igazgató kiegészítő megbízatással mint MD & CEO)
- 2015–2017 : Melwyn Rego [MD & CEO]
- 2017–2019 : Dinabandhu Mohapatra [MD & CEO][4]
- 2019–2023: Atanu Kumar Das
- 2023–jelen: Rajneesh Karnatak

## Fordítás
Ez a szócikk részben vagy egészben  a   Bank of India című angol Wikipédia-szócikk ezen változatának fordításán alapul.  Az eredeti cikk szerkesztőit annak laptörténete sorolja fel. Ez a jelzés csupán a megfogalmazás eredetét és a szerzői jogokat jelzi, nem szolgál a cikkben szereplő információk forrásmegjelöléseként.